# Liste der Bodendenkmäler in Kleinaitingen
Auf dieser Seite sind die Bodendenkmäler in der schwäbischen Gemeinde Kleinaitingen zusammengestellt. Diese Tabelle ist eine Teilliste der Liste der Bodendenkmäler in Bayern. Grundlage ist die Bayerische Denkmalliste, die auf Basis des Bayerischen Denkmalschutzgesetzes vom 1. Oktober 1973 erstmals erstellt wurde und seither durch das Bayerische Landesamt für Denkmalpflege geführt wird. Die folgenden Angaben ersetzen nicht die rechtsverbindliche Auskunft der Denkmalschutzbehörde.

## Bodendenkmäler in Kleinaitingen
| Lage       | Objekt                                                                                    | Akten-Nr.     | Bild |
| ---------- | ----------------------------------------------------------------------------------------- | ------------- | ---- |
| (Standort) | Straße der römischen Kaiserzeit (Via Claudia).                                            | D-7-7731-0037 |      |
| (Standort) | Körpergräber und Kreisgräben vorgeschichtlicher Zeitstellung.                             | D-7-7731-0090 |      |
| (Standort) | Grabhügel der Hallstattzeit.                                                              | D-7-7731-0091 |      |
| (Standort) | Grabhügel der Hallstattzeit.                                                              | D-7-7731-0094 |      |
| (Standort) | Grabhügel vorgeschichtlicher Zeitstellung.                                                | D-7-7731-0096 |      |
| (Standort) | Grabhügel vorgeschichtlicher Zeitstellung.                                                | D-7-7731-0099 |      |
| (Standort) | Siedlung der römischen Kaiserzeit.                                                        | D-7-7731-0183 |      |
| (Standort) | Siedlung der jüngeren Latènezeit.                                                         | D-7-7731-0219 |      |
| (Standort) | Mittelalterliche und frühneuzeitliche Befunde im Bereich der Kath. Pfarrkirche St. Martin | D-7-7731-0243 |      |
| (Standort) | Siedlung der Bronzezeit und der Eisenzeit sowie Körpergräber der Frühbronzezeit.          | D-7-7731-0244 |      |
| (Standort) | Körpergräber der mittleren Bronzezeit.                                                    | D-7-7731-0256 |      |
| (Standort) | Siedlung und Gräber der Urnenfelderzeit.                                                  | D-7-7731-0296 |      |